# Merles-sur-Loison
Merles-sur-Loison ist eine französische Gemeinde mit 146 Einwohnern (Stand: 1. Januar 2022) im Département Meuse in der Region Grand Est (bis 2015 Lothringen). Sie gehört zum Arrondissement Verdun und zum Kanton Montmédy. Die Einwohner werden Merlots genannt. 

## Geografie
Merles-sur-Loison liegt etwa 28 Kilometer nordnordöstlich von Verdun. Umgeben wird Merles-sur-Loison von den Nachbargemeinden Dombras im Westen und Norden, Grand-Failly im Norden und Nordosten, Saint-Laurent-sur-Othain im Nordosten, Villers-lès-Mangiennes im Osten und Südosten, Romagne-sous-les-Côtes im Südosten und Süden sowie Damvillers im Südwesten.

## Bevölkerungsentwicklung
| Jahr                       | 1962 | 1968 | 1975 | 1982 | 1990 | 1999 | 2006 | 2011 | 2019 |
| Einwohner                  | 207  | 179  | 136  | 126  | 133  | 143  | 151  | 168  | 151  |
| Quellen: Cassini und INSEE |      |      |      |      |      |      |      |      |      |

## Sehenswürdigkeiten
- Kirche Saint-Christophe aus dem 18. Jahrhundert

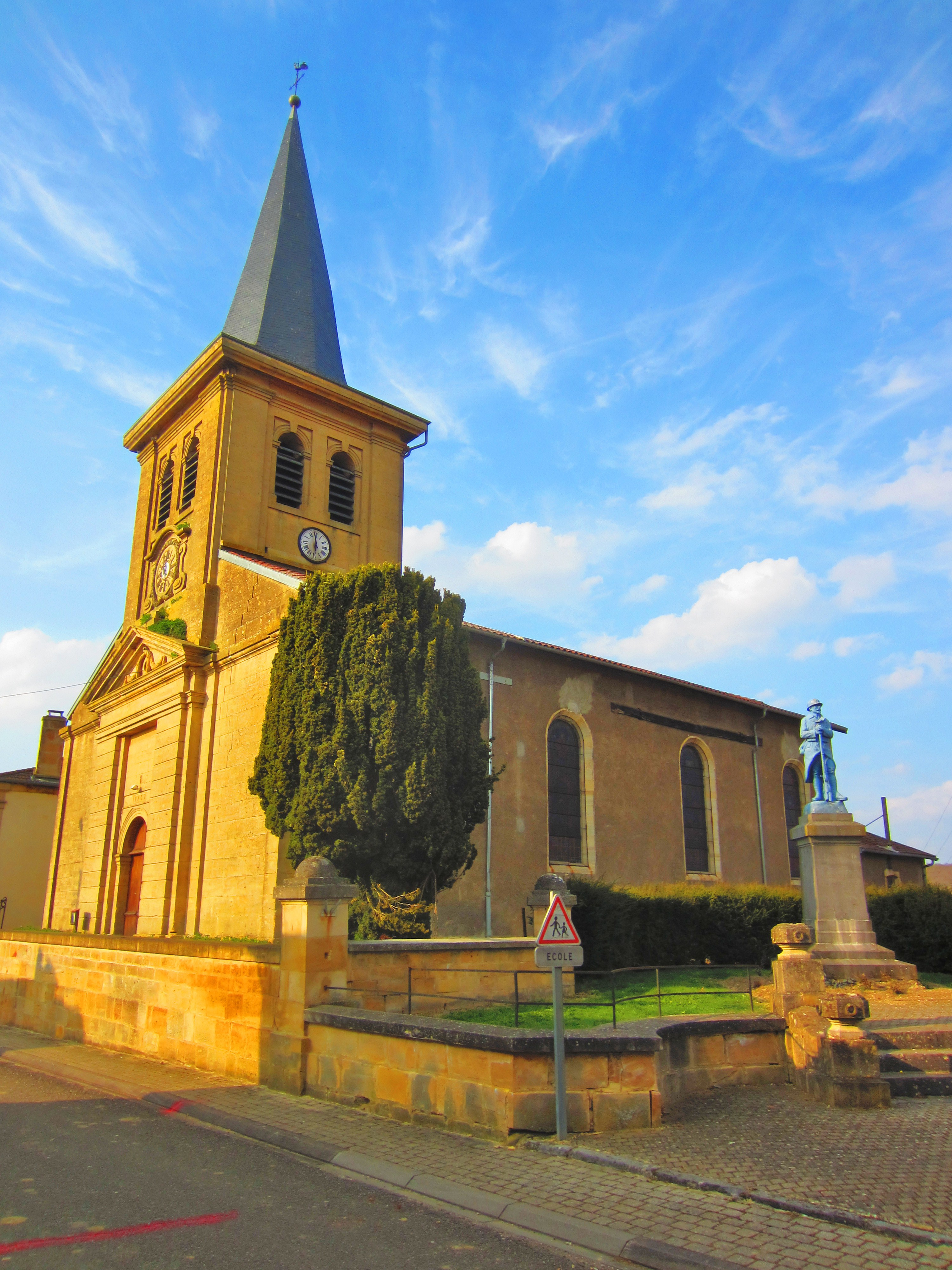
Kirche Saint-Christophe

- deutscher Soldatenfriedhof